# Mittelfranken
Mittelfranken er både et Bezirk og et Regierungsbezirk i den tyske delstat Bayern.
Mittelfranken ligger i den nordvestlige del af Bayern og grænser til Baden-Württemberg og de bayerske regierungsbezirke Oberbayern, Oberfranken, Unterfranken, Schwaben og Oberpfalz.
Administrationsby for både bezirk regierungsbezirk er Ansbach.

## Inddeling
Regierungsbezirk Mittelfranken omfatter fem Kreisfrie byer og syv landkreise:
| 1. Ansbach 2. Erlangen 3. Fürth 4. Nürnberg 5. Schwabach | 1. Landkreis Ansbach 2. Landkreis Erlangen-Höchstadt 3. Landkreis Fürth 4. Landkreis Neustadt an der Aisch-Bad Windsheim 5. Landkreis Nürnberger Land 6. Landkreis Roth 7. Landkreis Weißenburg-Gunzenhausen |

## Geografi

### Andre større byer
| - Altdorf bei Nürnberg - Dinkelsbühl - Feuchtwangen - Gunzenhausen - Hersbruck - Herzogenaurach - Hilpoltstein - Langenzenn - Lauf an der Pegnitz | - Neustadt an der Aisch - Oberasbach - Roth - Rothenburg ob der Tauber - Stein - Weißenburg in Bayern - Zirndorf |

### Vande

#### Floder
| - Aisch - Altmühl - Aurach - Bibert - Fränkische Rezat - Pegnitz - Rednitz | - Regnitz - Schwabach (Rednitz) - Schwabach (Regnitz) - Tauber - Wörnitz - Zenn |

- Main-Donau-Kanalen fører over Bamberg, Erlangen, Fürth, Nürnberg videre til Kelheim og munder der ud i Donau. Den er en del af vandtransportvejen fra Nordsøen til Sortehavet.

#### Søer
Ud over talrige fiskesøer der ofte er indrettet i forbindelse med områdets vandløb, er der det Fränkisches Seenland med disse større søer:
- Altmühlsee
- Großer Brombachsee
- Igelsbachsee
- Kleiner Brombachsee
- Rothsee

### Bjerge
Dele af Fränkische Alb ligger i den østlige del af Mittelfranken. Det højeste bjerg er det 689 meter høje Hesselberg i den vestlige udkant af bjergkæden; Nævnes kan også Moritzberg i nærheden af Nürnberg.